# Wendemoment
Wendemoment ist im Flugwesen eine Bezeichnung für ein Drehmoment um die Hochachse (z-Achse) eines Flugzeuges.
Im horizontalen Flug wird ein Wendemoment nur durch die Betätigung des Seitenruders hervorgerufen.

## Negatives Wendemoment
Meist unerwünscht ist das negative Wendemoment, das durch die Betätigung der Querruder hervorgerufen wird. Es wurde von den Brüdern Wright bei den Versuchsflügen mit ihrem 1902 Wright Glider entdeckt. Durch einen Querruderausschlag „rollt“ das Flugzeug zwar wie gewünscht, führt aber zusätzlich eine der intuitiven Erwartung entgegengesetzte Bewegung entlang der Hochachse aus:
das abgesenkte Querruder an der angehobenen Tragfläche erzeugt neben dem erhöhten Auftrieb zusätzlich einen erhöhten Luftwiderstand, der wiederum eine deutliche Bremswirkung hervorruft. Folglich giert das Flugzeug in Richtung der gebremsten Tragfläche und damit zur Rollrichtung „negativ“.
Beispiel: Ein Querruderausschlag nach rechts führt zu einer Rollbewegung des Flugzeugs nach rechts, weil sich der Auftrieb an der rechten Tragfläche verringert und links erhöht. Da aber mit der Auftriebserhöhung auf der linken Seite auch eine Erhöhung des Luftwiderstands einhergeht, giert das Flugzeug zunächst kurz nach links, bis es im Schiebeflug in eine Rechtskurve übergeht.

## Koordinierter Kurvenflug

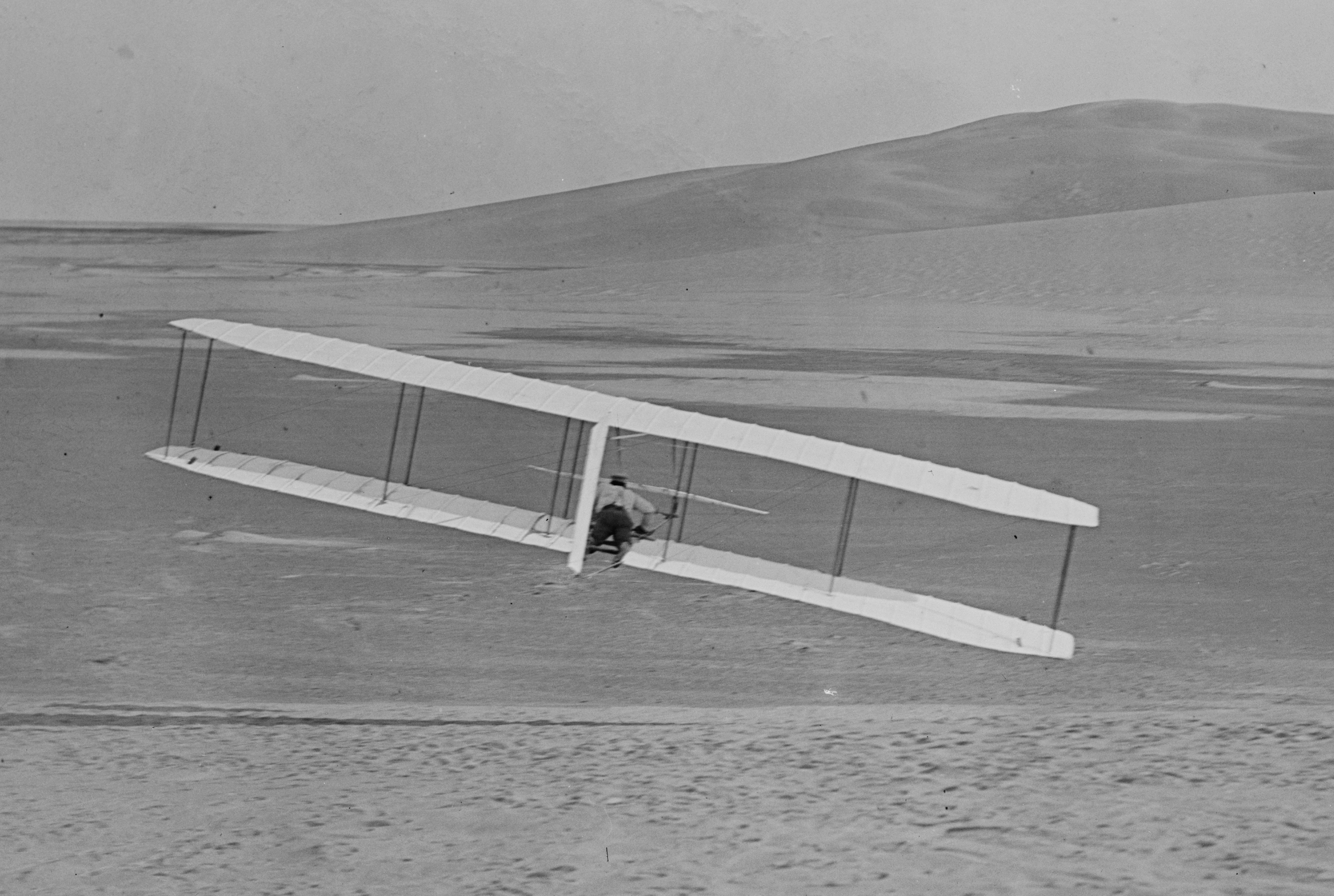
Beim Flug in Rechtslage ist an der Seitenruderstellung nach links zu erkennen, dass eine koordinierte Linkskurve mit Flügelverwindung und Seitenruder eingeleitet wurde; Wilbur Wright am 24. Oktober 1902 im 1902 Wright Glider

Dem negativen Wendemoment kann durch eine synchrone Betätigung des Quer- und Seitenruders entgegengewirkt werden: So sollte mit der Betätigung des Steuerknüppels nach links und der dadurch erfolgenden rechtsseitigen Absenkung des Querruders auch stets gleichzeitig (synchron) ein linksseitiger Ausschlag des Seitenruders erfolgen, um ein Gieren der Flugzeuglängsachse nach rechts zu vermeiden. Deshalb erfolgen die beiden Ruderausschläge in der Regel synchron. Analog gilt dies für eine Wende nach rechts.

## Konstruktive Gegenmaßnahmen
Bei größeren Flugzeugen wird dem negativen Wendemoment automatisch durch Federn oder Störklappen entgegengewirkt. Auch durch differentielle Querruderausschläge wird dem negativen Wendemoment konstruktiv begegnet. Bei einem normalen Querruder ist der Betrag, um den sich das Querruder der einen Seite hebt (Kurveninnenseite), identisch mit dem Betrag, um den sich das andere Querruder senkt (Kurvenaußenseite). Bei einem Differentialquerruder ist der Ausschlag des sich hebenden Querruders stärker als der Ausschlag des sich senkenden Querruders. Das sich hebende Querruder befindet sich auf derjenigen Seite, auf der sich der Flügel absenken soll (Auftriebsverminderung). Zur Erhöhung des positiven und Verringerung des negativen Wendemomentes sollte auf der abgesenkten Seite auch der Luftwiderstand erhöht werden – daher der stärkere Ausschlag des Querruders. Auf der Seite, wo sich der Flügel heben soll (also der Kurvenaußenseite), soll das Senken des Querruders zwar den Auftrieb des Flügels erhöhen, aber möglichst nicht dessen Luftwiderstand. Die Widerstandserhöhung lässt sich zwar technisch nicht ganz vermeiden, wird aber durch den wesentlich geringeren Ausschlag nach unten kompensiert.
Nicht zu verwechseln ist das negative Wendemoment mit der Ruderumkehrwirkung.